# Сухывильк, Януш
Януш Сухывильк Стшелецкий или Ян II (ок. 1310 — 5 апреля 1382, Жнин) — польский римско-католический и государственный деятель, канцлер краковский (1357—1373), декан краковский, канцлер великий коронный (1357—1373), архиепископ гнезненский (1374—1382).

## Биография
Представитель польского шляхетского рода герба «Гржимала». Сын старосты и воеводы калишского Пшеслава из Гултова (ум. ок. 1378). Его мать была сестрой архиепископа гнезненского Ярослава Богория Скотницкого.
Ян Сухывильк окончил юридическую школу в Болонье (Италия). С 1356 года он входил в состав королевского совета. Продолжал строительство кафедрального собора в Гнезно.
Ян Сухывильк помогал польскому королю Казимиру Великому в укреплении Польского государства, его централизации и укрепления власти, реформировании юстиции. Был соавтором статута Казимира Великого в Краковской Академии.
В 1370 году после смерти Казимира Великого Ян Сухывильк стал исполнителем королевского завещания и сторонником кандидатуры поморского князя Казимира Слупского на польский королевский престол. Он был лидером оппозиции против нового короля Польши Людовика Венгерского. В 1374 году Ян Сухывильк получил в Авиньоне должность архиепископа гнезненского.
В 1377 году архиепископ Януш Сухывильк оказал финансовую помощь польско-венгерскому королю Людовику Великому во время военной кампании против литовских князей на Волыни.
В 1378 году он организовал епископский синод в Калише, на котором участвовали влоцлавекский, любушский и краковский епископы. Целью синода стало освобождение духовенства от королевской дани. Епископы во главе с Яном Сухывильком отправили делегацию к королю Людовику Венгерскому, который снизил подати с 3 на 2 гроша с лена. По распоряжению Людовика Януш Сучивилк был возведен в первую степень сената.
С 1364 года он был владельцем кобылянского ключа, в состав которого входила Дукля. Получил этот ключ во владение от своих родителей. В 1366 году он передал свои владения родственникам по женской линии, создав, таким образом, первую ординацию в Польше. Казимир Великий подтвердил этот документ. В 1376 году он передал власть над замком в Опатувеке (собственность гнезненских архиепископов) своим родственникам Петру и Николаю, которые после его смерти не хотели его добровольно вернуть.